# Katolická církev v Kazachstánu
Katolická církev v Kazachstánu je součástí celosvětové katolické církve vedené římským papežem.
V Kazachstánu žije cca 250 000 katolíků z toho 3 000 z nich se hlásí k východnímu obřadu, většina katolických věřících jsou etničtí Poláci, Němci a Litevci. Země je rozdělena do pěti diecézí.

## Historie a současnost
Po pádu komunistického režimu roku 1991 se katolická komunita plně vrátila do veřejného prostoru. Ve stejném roce stanovil papež Jan Pavel II. apoštolskou administraturu pokrývající celou střední Asii. První diplomatické styky mezi Kazachstánem a Svatým Stolcem se datují do roku 1994. Prvním papežem, který kdy zemi navštívil byl Jan Pavel II. roku 2001 a roku 2006 byli oficiálně vysvěceni první kazašští katoličtí kněží.

## Administrativní členění
Katolická církev latinského ritu je tvořena jednou metropolitní arcidiecézí, dvěma sufragánními diecézemi a jednou apoštolskou administraturou:
- Arcidiecéze astanská Nejsvětější Panny Marie
  - Diecéze Almatská Nejsvětější Trojice
  - Diecéze karagandská
- Apoštolská administratura Atyrau

Pro věřící byzanstského ritu v Kazachstánu působí:
- Apoštolská administratura Kazachstán a Střední Asie.

Místní episkopát byl v letech 2003–2021 sdružen do Kazachstánské biskupské konference, v roce 2021 byla vytvořena mezinárodní biskupská konference, která sdružuje katolické biskupy Kazachstánu, Uzbekistánu, Kyrgyzstánu, Turkmenistánu a Tádžikistánu.

Mapy kazachstánských latinských diecézí
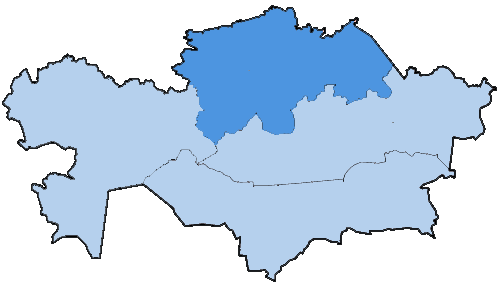
arcidiecéze astanská
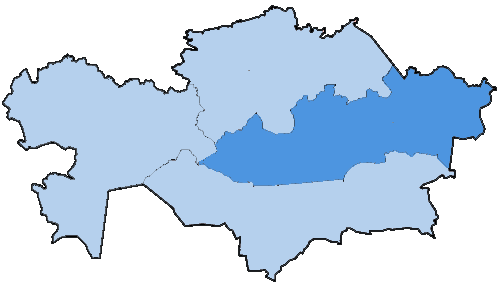
diecéze karagandská
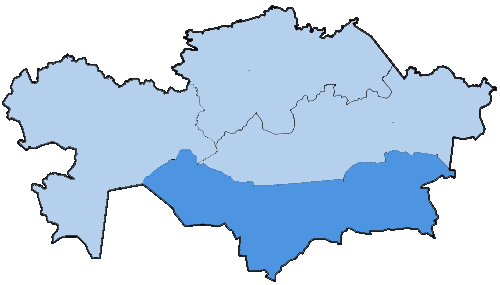
diecéze almatská
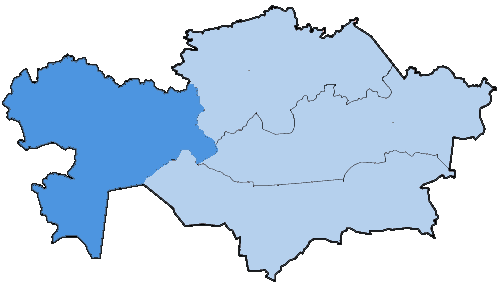
apoštolská administratura v Atyrau